# Building a Fire
Building a Fire è un cortometraggio muto del 1914, prodotto dalla Lubin Manufacturing Company. Nella parte di un poliziotto, vi appare Oliver Hardy che, all'epoca, aveva 22 anni e si faceva chiamare Babe Hardy.
Il film fu presentato in sala il 9 maggio 1914.

## Trama
Maggie, la cuoca, non ha voglia di lavorare e, per non dover preparare la colazione alla famiglia Jones, si finge malata. Così, quando il signor Jones cerca di accendere la stufa per poter cucinare, questa esplode.

## Produzione
Il film fu prodotto dalla Lubin Manufacturing Company.

## Distribuzione
Distribuito dalla General Film Company, uscì nelle sale cinematografiche USA il 9 maggio 1914. Nelle proiezioni, veniva programmato con il sistema dello split reel, accorpato in un'unica bobina con un altro cortometraggio, la comica With the Burglar's Help.